# TT101

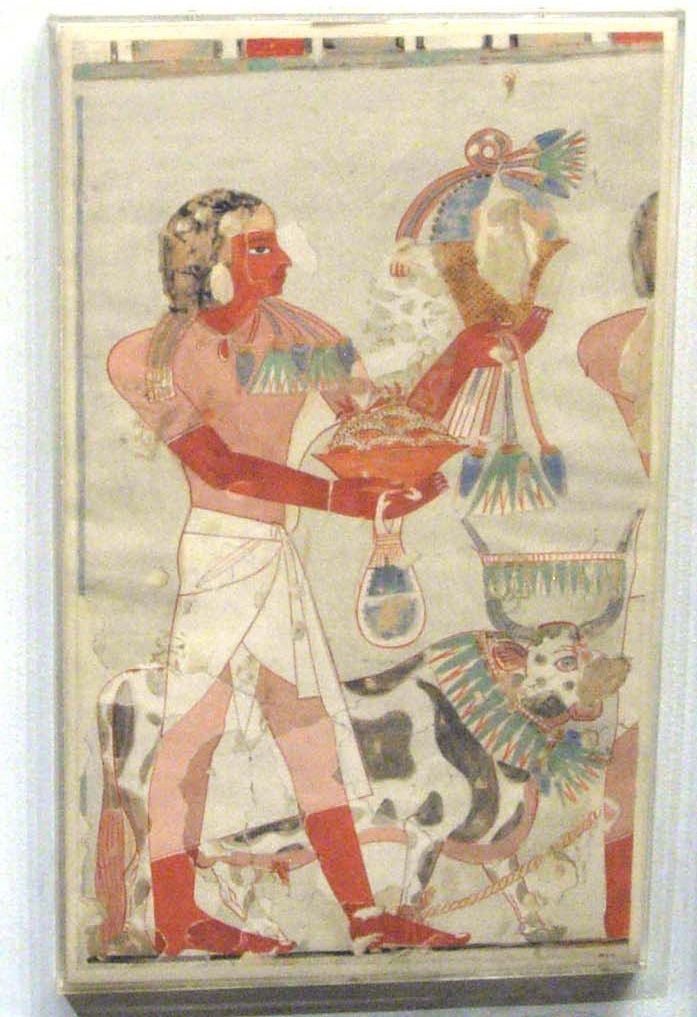
Portatore di offerte (Metropolitan Museum of Art -cat. MET 30.4.91-)

TT101 (Theban Tomb 101) è la sigla che identifica una delle Tombe dei Nobili ubicate nell’area della cosiddetta Necropoli Tebana, sulla sponda occidentale del Nilo dinanzi alla città di Luxor, in Egitto. Destinata a sepolture di nobili e funzionari connessi alle case regnanti, specie del Nuovo Regno, l'area venne sfruttata, come necropoli, fin dall'Antico Regno e, successivamente, sino al periodo Saitico (con la XXVI dinastia) e Tolemaico.

## Titolare
TT101 era la tomba di:
| Titolare                   | Titolo                               | Necropoli           | Dinastia/Periodo              | Note                                                                                     |
| -------------------------- | ------------------------------------ | ------------------- | ----------------------------- | ---------------------------------------------------------------------------------------- |
| Thanuro (?) (anche Tjener) | Maggiordomo reale (?), netto di mani | Sheikh Abd el-Qurna | XVIII dinastia (Amenhotep II) | versante est della collina; a poca distanza, a nord, dalla TT81 e più in alto della TT59 |

## Biografia
Nessuna notizia biografica ricavabile dai dipinti parietali.

## La tomba
L'accesso alla tomba si apre in una corte; dopo un breve corridoio si accede a una sala trasversale tipica della forma a "T rovesciata delle tombe di questo periodo. Sulle pareti il defunto e la moglie (non meglio identificabile) in offertorio con altri personaggi, o anche in atto di ricevere a loro volta offerte da due file di personaggi. Uno dei dipinti parietali rappresenta un concerto di flautiste, suonatrici di tamburello e di arpisti, maschi, ciechi. Poco discosto, il defunto, seguito da preti, in offertorio alla statua di un toro sacro sotto un chiosco sovrastato da falchi con il cartiglio di Amenhotep II; allo stesso faraone e alla dea Hathor sono indirizzati altri offertori, tra cui un toro con corna decorate di nastri, del defunto. Una lunga sala, perpendicolare alla precedente, non reca decorazioni degne di nota..

### Annotazioni
1. ↑  La prima numerazione delle tombe, dalla numero 1 alla 253, risale al 1913 con l’edizione del "Topographical Catalogue of the Private Tombs of Thebes" di Alan Gardiner e Arthur Weigall. Le tombe erano numerate in ordine di scoperta e non geografico; ugualmente in ordine cronologico di scoperta sono le tombe dalla 253 in poi.
2. ↑  I campi della Duat, ovvero l'aldilà egizio, si trovavano, secondo le credenze, proprio sulla riva occidentale del grande fiume.
3. ↑  Nella sua epoca di utilizzo, l'area era nota come "Quella di fronte al suo Signore" (con riferimento alla riva orientale, dove si trovavano le strutture dei Palazzi di residenza dei re e i templi dei principali dei) o, più semplicemente, "Occidente di Tebe".
4. ↑  le Tombe dei Nobili, benché raggruppate in un'unica area, sono di fatto distribuite su più necropoli distinte.
5. ↑  Le note, sovente di inquadramento topografico della tomba, sono tratte dal "Topographical Catalogue" di Gardiner e Weigall, ed. 1913 e fanno perciò riferimento alla situazione dell'epoca.

### Fonti
1. ↑  Gardiner e Weigall 1913.
2. ↑  Donadoni 1999,  p. 115.
3. 1 2  Porter e Moss 1927,  p. 214.
4. ↑  Gardiner e Weigall 1913, pp. 24-25.
5. ↑  Porter e Moss 1927,  p. 204.